# Circonscription électorale de Ciudad Real
Ne doit pas être confondu avec Circonscription autonomique de Ciudad Real.
La circonscription électorale de Ciudad Real est l'une des cinquante-deux circonscriptions électorales espagnoles utilisées comme divisions électorales pour les élections générales espagnoles.
Elle correspond géographiquement à la province de Ciudad Real.

## Historique
Elle est instaurée en 1977 par la loi pour la réforme politique puis confirmée avec la promulgation de la Constitution espagnole qui précise à l'article 68 alinéa 2 que chaque province constitue une circonscription électorale.

## Congrès des députés

### Synthèse
|             |       | 1977 | 1979 | 1982 | 1986 | 1989 | 1993 | 1996 | 2000 | 2004 | 2008 | 2011 | 2015 | 2016 | 04/19 | 11/19 | 2023 |
| ----------- | ----- | ---- | ---- | ---- | ---- | ---- | ---- | ---- | ---- | ---- | ---- | ---- | ---- | ---- | ----- | ----- | ---- |
| UCD         |       | 3    | 3    |      |      |      |      |      |      |      |      |      |      |      |       |       |      |
| AP & alliés |       |      |      | 2    | 2    |      |      |      |      |      |      |      |      |      |       |       |      |
| PSOE        |       | 2    | 2    | 3    | 3    | 3    | 3    | 2    | 2    | 3    | 2    | 2    | 2    | 2    | 2     | 2     | 2    |
| PP          |       |      |      |      |      | 2    | 2    | 3    | 3    | 2    | 3    | 3    | 3    | 3    | 1     | 2     | 2    |
| Cs          |       |      |      |      |      |      |      |      |      |      |      |      |      |      | 1     |       |      |
| Vox         |       |      |      |      |      |      |      |      |      |      |      |      |      |      | 1     | 1     | 1    |
|             |       |      |      |      |      |      |      |      |      |      |      |      |      |      |       |       |      |
| Total       | Total | 5    | 5    | 5    | 5    | 5    | 5    | 5    | 5    | 5    | 5    | 5    | 5    | 5    | 5     | 5     | 5    |

### 1977
| Parti | Parti | Députés                                                              |
| ----- | ----- | -------------------------------------------------------------------- |
| UCD   |       | Blas Camacho Zancada, Antonio López-Casero García, Pedro Muñoz Arias |
| PSOE  |       | Manuel Marín, Miguel Ángel Martínez Martínez                         |

### 1979
| Parti | Parti | Députés                                                               |
| ----- | ----- | --------------------------------------------------------------------- |
| UCD   |       | Blas Camacho Zancada, Manuel Díaz-Pines Muñoz, Pedro Menchero Márquez |
| PSOE  |       | Manuel Marín, Miguel Ángel Martínez Martínez                          |

### 1982
| Parti  | Parti | Députés                                                                 |
| ------ | ----- | ----------------------------------------------------------------------- |
| PSOE   |       | Manuel Marín, Miguel Ángel Martínez Martínez, Francisco Granados Calero |
| AP-PDP |       | Manuel Díaz-Pines Muñoz, Juan Ángel del Rey Castellanos                 |

### 1986
| Parti | Parti | Députés                                                                                              |
| ----- | ----- | --- |
| PSOE  |       | Francisco Granados Calero, Francisco Javier Martín del Burgo Simarro, Miguel Ángel Martínez Martínez |
| CP    |       | Blas Camacho Zancada, Juan Ángel del Rey Castellanos                                                 |

### 1989
| Parti | Parti | Députés                                                                                                   |
| ----- | ----- | --- |
| PSOE  |       | Rafael López Martín de la Vega, Francisco Javier Martín del Burgo Simarro, Miguel Ángel Martínez Martínez |
| PP    |       | Blas Camacho Zancada, Eduardo Rodríguez Espinosa                                                          |

### 1993
| Parti | Parti | Députés                                                                                                   |
| ----- | ----- | --- |
| PSOE  |       | Rafael López Martín de la Vega, Francisco Javier Martín del Burgo Simarro, Miguel Ángel Martínez Martínez |
| PP    |       | Eduardo Rodríguez Espinosa, Francisco Javier Rupérez Rubio                                                |

### 1996
| Parti | Parti | Députés                                                                                   |
| ----- | ----- | ----------------------------------------------------------------------------------------- |
| PSOE  |       | Clementina Díez de Baldeón, Miguel Ángel Martínez Martínez, José Manuel Caballero Serrano |
| PP    |       | Francisco Javier Rupérez Rubio, Eduardo Rodríguez Espinosa                                |

- Miguel Ángel Martínez (PSOE) est remplacé en septembre 1999 par Josefa Babiano López.

### 2000
| Parti | Parti | Députés                                                                         |
| ----- | ----- | ------------------------------------------------------------------------------- |
| PP    |       | Carmen Quintanilla, Francisco Javier Rupérez Rubio, Enrique Belda Pérez-Pedrero |
| PSOE  |       | Manuel Marín, Clementina Díez de Baldeón                                        |

- Francisco Javier Rupérez Rubio est remplacé en septembre 2000 par Rosa Romero Sánchez, elle-même remplacée en juin 2003 par María de Gracia Hernansanz Ruiz.

### 2004
| Parti | Parti | Députés                                                            |
| ----- | ----- | ------------------------------------------------------------------ |
| PSOE  |       | Clementina Díez de Baldeón, Manuel Marín, Sebastián Fuentes Guzmán |
| PP    |       | Carmen Quintanilla, Gustavo Manuel de Arístegui y San Román        |

### 2008
| Parti | Parti | Députés                                                                              |
| ----- | ----- | ------------------------------------------------------------------------------------ |
| PP    |       | Carlos Manuel Cotillas López, Carmen Quintanilla, Luis Maldonado Fernández de Tejada |
| PSOE  |       | Clementina Díez de Baldeón, Fernando Moraleda Quílez                                 |

### 2011
| Parti | Parti | Députés                                                                      |
| ----- | ----- | ---------------------------------------------------------------------------- |
| PP    |       | Rosa Romero Sánchez, Carmen Quintanilla, José Alberto Martín-Toledano Suárez |
| PSOE  |       | José María Barreda, Isabel Rodríguez García                                  |

### 2015
| Parti | Parti | Députés                                                                      |
| ----- | ----- | ---------------------------------------------------------------------------- |
| PP    |       | Rosa Romero Sánchez, Carmen Quintanilla, José Alberto Martín-Toledano Suárez |
| PSOE  |       | José María Barreda, Isabel Rodríguez García                                  |

### 2016
| Parti | Parti | Députés                                                                      |
| ----- | ----- | ---------------------------------------------------------------------------- |
| PP    |       | Rosa Romero Sánchez, Carmen Quintanilla, José Alberto Martín-Toledano Suárez |
| PSOE  |       | José María Barreda, Isabel Rodríguez García                                  |

### Avril 2019
| Parti | Parti | Députés                                                        |
| ----- | ----- | -------------------------------------------------------------- |
| PSOE  |       | Blanca Pilar Fernández Morena, Miguel Ángel González Caballero |
| PP    |       | Rosa Romero Sánchez                                            |
| Cs    |       | Francisco Javier Fernández-Bravo García                        |
| Vox   |       | Ricardo Chamorro Delmo                                         |

- Blanca Fernández (PSOE) est remplacée en juillet 2019 par Cristina López Zamora.

### Novembre 2019
| Parti | Parti | Députés                                                |
| ----- | ----- | ------------------------------------------------------ |
| PSOE  |       | Miguel Ángel González Caballero, Cristina López Zamora |
| PP    |       | Rosa Romero Sánchez, Juan Antonio Callejas Cano        |
| Vox   |       | Ricardo Chamorro Delmo                                 |

### 2023
| Parti | Parti | Députés                                                         |
| ----- | ----- | --------------------------------------------------------------- |
| PP    |       | María del Carmen Fúnez de Gregorio, Enrique Belda Pérez Pedrero |
| PSOE  |       | Isabel Rodríguez García, Gonzalo Redondo Cárdenas               |
| Vox   |       | Ricardo Chamorro Delmo                                          |

- Isabel Rodríguez (PSOE) est remplacée le 12 décembre 2023 par Cristina López Zamora.

## Sénat

### Synthèse
|             |       | 1977 | 1979 | 1982 | 1986 | 1989 | 1993 | 1996 | 2000 | 2004 | 2008 | 2011 | 2015 | 2016 | 04/19 | 11/19 | 2023 |
| ----------- | ----- | ---- | ---- | ---- | ---- | ---- | ---- | ---- | ---- | ---- | ---- | ---- | ---- | ---- | ----- | ----- | ---- |
| UCD         |       | 2    | 2    |      |      |      |      |      |      |      |      |      |      |      |       |       |      |
| AP & alliés |       |      |      | 1    | 1    |      |      |      |      |      |      |      |      |      |       |       |      |
| PSOE        |       | 2    | 2    | 3    | 3    | 3    | 3    | 3    | 1    | 3    | 2    | 1    | 1    | 1    | 3     | 3     | 1    |
| PP          |       |      |      |      |      | 1    | 1    | 1    | 3    | 1    | 2    | 3    | 3    | 3    | 1     | 1     | 3    |
|             |       |      |      |      |      |      |      |      |      |      |      |      |      |      |       |       |      |
| Total       | Total | 4    | 4    | 4    | 4    | 4    | 4    | 4    | 4    | 4    | 4    | 4    | 4    | 4    | 4     | 4     | 4    |

### 1977
| Parti | Parti | Sénateurs                                       |
| ----- | ----- | ----------------------------------------------- |
| UCD   |       | Carlos Calatayud Maldonado, José López Palacios |
| PSOE  |       | Rogelio Borrás Serra, Cipriano Morales Liñán    |

### 1979
| Parti | Parti | Sénateurs                                         |
| ----- | ----- | ------------------------------------------------- |
| UCD   |       | Carlos Calatayud Maldonado, Cecilia Raposo Llobet |
| PSOE  |       | Rogelio Borrás Serra, Javier Paulino Pérez        |

### 1982
| Parti  | Parti | Sénateurs                                                           |
| ------ | ----- | ------------------------------------------------------------------- |
| PSOE   |       | Rogelio Borrás Serra, Emilio Castro Palomares, Fernando Sanz Alonso |
| AP-PDP |       | José Luis Aguilera Bermúdez                                         |

### 1986
| Parti | Parti | Sénateurs                                                           |
| ----- | ----- | ------------------------------------------------------------------- |
| PSOE  |       | Rogelio Borrás Serra, Emilio Castro Palomares, Fernando Sanz Alonso |
| CP    |       | José Luis Aguilera Bermúdez                                         |

- Emilio Castro Palomares est remplacé en 1997 par Luis López Condes.

### 1989
| Parti | Parti | Sénateurs                                                                |
| ----- | ----- | ------------------------------------------------------------------------ |
| PSOE  |       | Elena Flores, María de los Ángeles Pérez Montero, Lorenzo Selas Céspedes |
| PP    |       | Francisco Gil-Ortega Rincón                                              |

### 1993
| Parti | Parti | Sénateurs                                                    |
| ----- | ----- | ------------------------------------------------------------ |
| PSOE  |       | Hilario Caballero Moya, Elena Flores, Lorenzo Selas Cespédes |
| PP    |       | Francisco Gil-Ortega Rincón                                  |

### 1996
| Parti | Parti | Sénateurs                                                               |
| ----- | ----- | ----------------------------------------------------------------------- |
| PSOE  |       | Hilario Caballero Moya, Francisca López Yébenes, Lorenzo Selas Cespédes |
| PP    |       | Francisco Gil-Ortega Rincón                                             |

### 2000
| Parti | Parti | Sénateurs                                                                          |
| ----- | ----- | ---------------------------------------------------------------------------------- |
| PP    |       | Francisco Gil-Ortega Rincón, María Teresa Novillo Moreno, Gabriel Rodado Fernández |
| PSOE  |       | Hilario Caballero Moya                                                             |

### 2004
| Parti | Parti | Sénateurs                                                                           |
| ----- | ----- | ----------------------------------------------------------------------------------- |
| PSOE  |       | Cristina Maestre Martín de Almagro, Isabel Rodríguez García, Hilario Caballero Moya |
| PP    |       | María del Carmen Fúnez de Gregorio                                                  |

- Isabel Rodríguez García est remplacée en septembre 2007 par Juan Carlos Gómez Macías.

### 2008
| Parti | Parti | Sénateurs                                                     |
| ----- | ----- | ------------------------------------------------------------- |
| PSOE  |       | Hilario Caballero Moya, Cristina Maestre Martín de Almagro    |
| PP    |       | María del Carmen Fúnez de Gregorio, Sebastián García Martínez |

### 2011
| Parti | Parti | Sénateurs                                                                                   |
| ----- | ----- | ------------------------------------------------------------------------------------------- |
| PP    |       | Carlos Manuel Cotillas López, María del Carmen Fúnez de Gregorio, Sebastián García Martínez |
| PSOE  |       | Jesús Martín Rodríguez                                                                      |

### 2015
| Parti | Parti | Sénateurs                                                                                  |
| ----- | ----- | ------------------------------------------------------------------------------------------ |
| PP    |       | Carlos Manuel Cotillas López, Cristina Flora Molina Ciudad, Miguel Ángel Valverde Menchero |
| PSOE  |       | Jesús Martín Rodríguez                                                                     |

### 2016
| Parti | Parti | Sénateurs                                                                                  |
| ----- | ----- | ------------------------------------------------------------------------------------------ |
| PP    |       | Carlos Manuel Cotillas López, Cristina Flora Molina Ciudad, Miguel Ángel Valverde Menchero |
| PSOE  |       | Jesús Martín Rodríguez                                                                     |

### Avril 2019
| Parti | Parti | Sénateurs                                                               |
| ----- | ----- | ----------------------------------------------------------------------- |
| PSOE  |       | Jesús Martín Rodríguez, Carmen Mínguez Sierra, José Manuel Bolaños Viso |
| PP    |       | Carmen Quintanilla                                                      |

### Novembre 2019
| Parti | Parti | Sénateurs                                                               |
| ----- | ----- | ----------------------------------------------------------------------- |
| PSOE  |       | Jesús Martín Rodríguez, Carmen Mínguez Sierra, José Manuel Bolaños Viso |
| PP    |       | Francisco Cañizares Jiménez                                             |

### 2023
| Parti | Parti | Sénateurs                                                                          |
| ----- | ----- | ---------------------------------------------------------------------------------- |
| PP    |       | Rosa Romero Sánchez, Leopoldo Jerónimo Sierra Gallardo, Raúl Dalmacio Valero Mejía |
| PSOE  |       | Julián Nieva Delgado                                                               |